# ГЕС-ГАЕС Родунд ІІ
ГЕС-ГАЕС Родунд ІІ (нім. Rodundwerk II)— гідроелектростанція на крайньому заході Австрії в провінції Форарльберг, споруджена у складі гідровузла Лунерзе — Родунд, та одночасно у складі каскаду на річці Ілль (права притока Рейну).
Починаючи з 1940-х років, на Іллі працювала ГЕС-ГАЕС Родунд, що використовувала як верхній резервуар сховище Latschau, створене вище по схилу гірського масиву на лівобережжі річки. Останнє поповнюється як при роботі ГАЕС Люнерзе (для якої воно є нижнім резервуаром), так і за рахунок подачі води, відпрацьованої вище по долині Ілля на станціях Фермунт та Копс (а з 2008 року — і на Копс ІІ). У 1970-х роках вирішили доповнити гідровузол Люнерзе — Родунд станцією Родунд ІІ, яка б використовувала таку саме схему, що і Родунд І.
Введену в експлуатацію у 1976 році нову ГЕС обладнали оборотною турбіною типу Френсіс потужністю 276 МВт, яка працювала до 3 липня 2009 року. В цей день внаслідок спровокованої грозою аварії відбулась руйнація ротора, семитонна частина якого знищила весь гідроагрегат. Під час відновлення на Родунд ІІ змонтували нову турбіну потужністю 295 МВт у турбінному та 286 МВт у насосному режимах, а також генератор 345 МВА на заміну попереднього у 310 МВА.
Відпрацьована вода відводиться до нижнього балансуючого резервуару, з якого може не лише закачуватись назад, але й спрямовуватись на розташовану нижче по долині Ілля ГЕС Вальгау.
Зв'язок з енергосистемою відбувається по ЛЕП, що працює під напругою 220 кВ.